# Kang Yue
Kang Yue (* 8. Oktober 1991) ist eine chinesische Gewichtheberin. Sie gewann bei mehreren Weltmeisterschaften Medaillen im Zweikampf und wurde 2013 Weltmeisterin im Reißen in den Gewichtsklassen bis 69 kg bzw. bis 75 kg Körpergewicht.

## Werdegang
Kang Yue begann als Jugendliche mit dem Gewichtheben. Sie gehört der Mannschaft der Provinz Shandong an. Sie startete zunächst in der Gewichtsklasse bis 69 kg und wechselte 2011 in die Gewichtsklasse bis 75 kg Körpergewicht.
Im Alter von knapp 18 Jahren belegte sie bei der chinesischen Meisterschaft der Frauen 2009 in der Gewichtsklasse bis 69 kg mit einer Zweikampfleistung von 265 kg (120–145) hinter der Olympiasiegerin Liu Chunhong, die 267 kg (120–147) und Chen Ling, 265 kg (125–140) den 3. Platz. Von diesem Zeitpunkt an wurde sie vom chinesischen Gewichtheber-Verband auch bei internationalen Meisterschaften eingesetzt.
Im Juni 2010 startete sie bei der Junioren-Weltmeisterschaft (U 20) in Sofia und gewann dort mit 251 kg (111–140) den Weltmeistertitel vor Leidy Xessenia Solis Arboleda aus Kuba, die 247 kg (108–139) erreichte. Im selben Jahr wurde sie auch schon bei der Weltmeisterschaft der Frauen in Antalya eingesetzt. Sie kam dort im Zweikampf auf 253 kg (113–140) und belegte mit dieser Leistung hinter Swetlana Schimkowa aus Russland, die auf 256 kg (116–140) kam, den 2. Platz. Auch in den Einzeldisziplinen Reißen und Stoßen wurde sie jeweils Zweite.
2011 wurde Kang Yue erstmals chinesische Meisterin. In der Gewichtsklasse bis 75 kg erzielte sie im Zweikampf 260 kg (120–140), die zu Titelgewinn vor Li Rongyan, 255 kg (112–143) ausreichten. Im Juni 2011 wurde sie in Penang wieder Junioren-Weltmeisterin (U 20) in der Gewichtsklasse bis 69 kg, wobei sie sich mit einer Zweikampfleistung von 244 kg (113–131) begnügte, die zum sicheren Titelgewinn ausreichten. Zwei Monate später siegte sie auch bei der Universiade in Shenzen. Hier reichten ihr im Zweikampf 240 kg (110–130) zum Sieg. Im November 2011 wurde sie auch noch bei der Weltmeisterschaft der Frauen in der Gewichtsklasse bis 75 kg eingesetzt. Sie hob dort im Zweikampf 251 kg (116–135), kam mit dieser Leistung aber nur auf den 6. Platz.
Im April 2012 wurde Kang Yue in der Gewichtsklasse bis 69 kg mit 271 kg (122–149) chinesische Vizemeisterin hinter Xiang Yanmei, die die gleiche Zweikampfleistung erbrachte, aber wenige Gramm leichter war als sie. Zu einem Start bei den Olympischen Spielen 2012 in London kam aber weder sie, noch Xiang Yanmei. Der Grund lag darin, dass das Internationale Olympische Komitee die Teilnehmerzahlen beim olympischen Gewichtheber-Turnier der Frauen pro Nation stark begrenzte. So konnten in London nur China und Russland in den sieben olympischen Gewichtsklassen der Frauen vier Starterinnen benennen. Alle anderen Nationen hatten noch weniger Startplätze. China sah sich deshalb genötigt, aus einer Vielzahl von Weltklasseathletinnen vier auszuwählen, die in London starten durften. Kang Yue und Xiang Yanmei waren nicht dabei. Diese mussten aus der Ferne mit ansehen, wie eine nordkoreanische Athletin Olympiasiegerin in der Gewichtsklasse bis 69 kg mit einer Leistung wurde, die um 10 kg unter der Leistung lag, die sie beide bei den chinesischen Meisterschaften 2012 erbracht hatten.
Im April 2013 wurde Kang Yue mit 270 kg (120–150) erneut chinesische Meisterin. Bei den chinesischen Nationalspielen im September 2013 erzielte sie mit 290 kg (130–160) ihre beste Zweikampfleistung in ihrer bisherigen Laufbahn. Bei der Weltmeisterschaft im Oktober 2013 in Wrocław war sie nicht mehr in dieser guten Form. Sie erzielte dort in der Gewichtsklasse bis 75 kg im Zweikampf 276 kg (126–150), wobei sie die 150 kg im Stoßen erst im dritten Versuch schaffte. Sie belegte damit mit ihrer Zweikampfleistung den 3. Platz hinter Olga Subowa, Russland, 282 kg (125–157) und Nadeschda Jewstjuchina, Russland, 277 kg (120–157). Mit ihrer Leistung von 126 kg wurde sie aber Weltmeisterin im Reißen.

## Internationale Erfolge
| Jahr | Platz | Wettbewerbe                  | Gewichtsklasse | Ergebnisse |
| 2010 | 1.    | Junioren-WM (U 20) in Sofia  | bis 69 kg      | mit 251 kg (111–140), vor Leidy Yessdenia Solis Arboleda, Kolumbien, 247 kg (108–139)                                                    |
| 2010 | 2.    | WM in Antalya                | bis 69 kg      | mit 253 kg (113–140), hinter Swetlana Schimkowa, Russland, 256 kg (116–140) und vor Meline Dalusjan, Armenien, 251 kg (112–139)          |
| 2011 | 1.    | Junioren-WM (U 20) in Penang | bis 69 kg      | mit 244 kg (113–131), vor Wiriya Suwannaratana, Thailand, 240 kg (105–135)                                                               |
| 2011 | 1.    | Universiade in Shenzen/China | bis 69 kg      | mit 240 kg (110–130), vor Mun Yura, Südkorea, 238 kg (108–130) und Marie-Eve Nadeau, Kanada, 235 kg (105–130)                            |
| 2011 | 6.    | WM in Paris                  | bis 75 kg      | mit 251 kg (116–135); Siegerin: Nadeschda Jewstjuchina, Russland, 293 kg (130–163) vor Swetlana Podobedowa, Kasachstan, 287 kg (131–156) |
| 2013 | 3.    | WM in Wrocław                | bis 75 kg      | mit 276 kg (126–150), hinter Olga Subowa, Russland, 282 kg (125–157) und Nadeschda Jewstjuchina, 277 kg (120–157)                        |

## WM-Einzelmedaillen
- WM-Goldmedaillen: 2013/Reißen
- WM-Silbermedaillen: 2010/Reißen – 2010/Stoßen
- WM-Bronzemedaillen: 2013/Stoßen

## Nationale Wettkämpfe
| Jahr | Platz | Wettkampf                  | Gewichtsklasse | Ergebnisse                                                                                  |
| 2009 | 3.    | Chinesische Meisterschaft  | bis 69 kg      | mit 265 kg (120–145), hinter Liu Chunhong, 267 kg (120–147) und Chen Ling, 265 kg (125–140) |
| 2010 | 2.    | Chinesische Meisterschaft  | bis 69 kg      | mit 254 kg, hinter Li Liying, 257 kg (113–144)                                              |
| 2011 | 1.    | Nat. Turnier in Fuzhou     | bis 75 kg      | mit 257 kg (117–140), vor Song Ling, 254 kg (113–141)                                       |
| 2011 | 1.    | Chinesische Meisterschaft  | bis 75 kg      | mit 260 kg (120–140), vor Li Rongyan, 255 kg (112–143) und Lin Tingtin, 253 kg (111–142)    |
| 2012 | 2.    | Chinesische Meisterschaft  | bis 69 kg      | mit 271 kg (8122-149), hinter Xiang Yanmei, 271 kg (120–151)                                |
| 2013 | 1.    | Chinesische Meisterschaft  | bis 75 kg      | mit 270 kg (120–150), vor Li Rongyan, 254 kg und Li Yang, 253 kg                            |
| 2013 | 1.    | Chinesische Nationalspiele | bis 75 kg      | mit 290 kg (8130-160), vor Li Xia, 268 kg (123–145) und Li Rongyan, 267 kg (117–150)        |

Erläuterungen
- alle Wettkämpfe im Zweikampf, bestehend aus Reißen und Stoßen
- WM = Weltmeisterschaft